# Kondik
Kondik (ros. Кондик) – wieś w Rosji, w Dagestanie, w rejonie chiwskim. W 2010 liczyła 1406 mieszkańców, głównie Tabasaranów.